# Prieuré Saint-Georges de Gesnes
Pour les articles homonymes, voir Monastère Saint-Georges (homonymie).
Il est fondé au XIe siècle par l'abbaye Saint-Nicolas d'Angers, le prieuré Saint-Georges de Gesnes près de Montsûrs en  Mayenne, dépendait de l'abbaye bénédictine d'Évron depuis 1125. Il est situé près de l'église. La liste des prieurs commendataires (abbés titulaires d'un bénéfice) mentionne parmi ses membres un personnage plus connu par ses écrits que par son état ecclésiastique : l'abbé Antoine François Prévost dit d'Exiles, historiographe des princes de Condé, auteur de l'œuvre célèbre Histoire du chevalier Des Grieux et de Manon Lescaut (il est prieur de Saint-Georges de Gesnes de 1754 à 1763, date de sa mort).
Autre bénéficiaire notable : Jean-François de Marescot, seigneur de Thoiry (Yvelines), tonsure en 1657 et prieur de 1686 à 1707.
Dernier prieur : César de Couasnon de la Barillère(1777).
Le prieuré fut vendu comme bien national le 15 mars 1791.
Cette propriété privée est en cours de restauration et le domaine s'étend sur 27 hectares ; elle figure à l'Inventaire général des Pays de la Loire (1986).

## Histoire
Il avait comme annexe Châlons. Une chapelle latérale du chœur était attribuée au prieur, qui parmi ses charges avait celle de la première messe du dimanche et des fêtes avec un Subvenite. Il devait faire charpenter le bois à faire le pont de Gesnes, sur la rivière de Jouanne, 1671. 
Le prieur résidait en 1422. 
La puissante famille de Bouillé dont plusieurs membres ont été prieurs, fit reconstruire le logis actuel, sans doute dans le second quart du XVIe siècle, comme l'atteste la présence d'armoiries. 
L'écusson connu de la famille : chargé d'une fasce frettée et de deux burelles, était sculpté sur le portail et sur les cheminées avec cartouches et supports. On le voit encore dans une des chambres, accompagné d'un second écusson chargé de deux pals. Les Bouillé et quelques-uns de leurs successeurs habitèrent ce manoir jusqu'au milieu du XVIIe siècle. Il fut vendu comme bien national, avec les métairies du Pont. de la Roussardière et la closerie de la Jariais, le 15 mars 1791, pour 63 877 livres.
Le prieuré, pris à ferme en 1786 pour 3 500 livres, est acquis comme bien national par le sieur Leforestier en 1791 ; il appartenait à la famille Boisseau en 1828.

## Architecture
C'est aussi au XVIe siècle qu'un autre membre de la famille de Bouillé avait fait élever la très belle galerie Renaissance du château du Rocher à Mézangers. Il est ainsi normal de retrouver l'influence de ce décor au prieuré de Gesnes, notamment dans les pilastres qui ornent les cheminées intérieures. De l'extérieur, aux façades plus modestes, on distingue aujourd'hui deux pavillons moins élevés et plus récents. Un escalier à vis dessert l'étage dans l'une des tours rectangulaires. 

## Liste des prieurs
La liste des prieurs de Gesnes mentionne parmi ses membres un personnage plus connu par ses écrits que par son état ecclésiastique : l'abbé Antoine François Prévost d'Exiles, historiographe des Princes de Condé, auteur de Manon Lescaut. Sa renommée est sans doute la seule trace qu'il laissât jamais au prieuré qu'il n'habitait pas, se contentant d'en percevoir le revenu.
- Denis Poisson, religieux, en procès avec la dame de Marboué, 1468.
- Georges de Bouillé, 1538.
- Charles de Bouillé, démissionnaire, 1558.
- Bertrand de Bouillé, du diocèse de Saint-Malo, neveu de Charles de Bouillé, 1er novembre 1558, se démet en la maison priorale, 1559.
- Charles de Bouillé, curé de la Poôté, 9 avril 1559, résigne et meurt, 1567.
- Claude de Bouillé, 24 mars 1567, se démet par concordat avec ses six compétiteurs et reçoit en échange le prieuré de Torcé, 1572.
- Jacques Fouyn, du diocèse d'Angers, prieur d'Argenteuil et de Bouère, titulaire de la prévôté d'Angers en l'église collégiale de Tours, 14 juin 1572, résigne, 1575.
- Pierre Gaignery, 5 septembre 1575, se démet, 1576.
- Jean du Bellay, bâtard, pourvu en janvier 1576, maintenu contre Gervais Maan, chanoine de Saint-Pierre de la Cour du Mans, et Gilles Lefebvre, chanoine de Bayeux, 1588, puis contre René Verrie, 1595, résigne, 1597.
- Grégoire de la Goupillère, curé de Torcé, avril 1597, est témoin de la prise de possession de la cure de Gesnes, 1601.
- René de Maulny, parrain à Châlons, 1625, inhumé dans le chœur de l'église, le 26 août 1641.
- Éléonor de Bouillé, seigneur de Chelé et prieur de Torcé, se démet, 1667, † 1673.
- François de Crochard, octobre 1667.
- François Lemeusnier, pourvu par signature apostolique, septembre 1670.

Blason de la famille Amelot

- Charles Amelot, pourvu par décès d'Éléonor de Bouillé, juillet 1673, permute, 1682.
- Michel Amelot de Gournay, archevêque de Tours et abbé d'Évron. 11 août 1682, résigne, 1686.
- Jean-François de Marescot, de Paris, prieur de Beaumont-le-Roger, diocèse d'Évreux, 17 juin 1686, résigne en son château de Thoiry au diocèse de Chartres, 1721. Sur une pierre de l'ancien autel était gravée cette inscription : Posé par moy abé de Marico et prieur de Jesne, avec ses armes : de gueules, à 3 fasces d'argent, au lion léopardé d'or brochant sur le tout, au chef de même, chargé d'une aigle couronnée de sable, sommées d'une crosse et d'une mitre.
- Charles-René de Marescot, prieur de Saint-Martial de Ruffé-le-Château, diocèse de Bourges, et de Trans, 16 novembre 1721, maintenu contre Pierre Bugaré, Maurice Poncet, bénédictin, et deux autres prétendants, se démet, 1731, et meurt à Paris le 3 octobre 1741, âgé de quatre-vingt-douze ans, sans infirmités. Il jouissait d'une rente de 22.000 livres sur les anciennes tontines et laissa pour héritière sa nièce, Angélique de Marescot.
- Joseph-Pierre de Villards, bénédictin, 9 mars 1731, résigne étant prieur claustral de l'Abbaye de Nogent-sous-Coucy, 1752.
- Gilles Lemesle, bénédictin de l'Abbaye de Saint-Maur, demeurant à Saint-Germain-des-Prés, à Paris, 20 mars 1752, se démet, 1754.
- Antoine-François Prévost d'Exiles, bénédictin, aumônier du prince de Conti, écrivain
- Jean-François-Robert Denise, bénédictin, cellérier de Saint-Denis de Paris, 2 décembre 1763, † 1777.
- César-Jérôme de Couasnon de la Barillère, au séminaire de Saint-Sulpice de Paris, 10 mars 1777.

## Source
- « Prieuré Saint-Georges de Gesnes », dans Alphonse-Victor Angot et Ferdinand Gaugain, Dictionnaire historique, topographique et biographique de la Mayenne, Laval, A. Goupil, 1900-1910 [détail des éditions] (BNF 34106789, présentation en ligne)